# Station Rzeszów Załęże
Station Rzeszów Załęże is een spoorwegstation in de Poolse plaats Rzeszów.